# Gyānpur
Gyānpur är en ort i Indien.   Den ligger i distriktet Sant Ravi Das Nagar och delstaten Uttar Pradesh, i den centrala delen av landet, 600 km sydost om huvudstaden New Delhi. Gyānpur ligger 91 meter över havet och antalet invånare är 13 466.
Terrängen runt Gyānpur är mycket platt. Runt Gyānpur är det mycket tätbefolkat, med 1 266 invånare per kvadratkilometer. Närmaste större samhälle är Bhadohi, 12,5 km nordost om Gyānpur. Trakten runt Gyānpur består till största delen av jordbruksmark.